# Lijst van voetbalinterlands Guinee - Mauritius
Deze lijst van voetbalinterlands is een overzicht van alle officiële voetbalwedstrijden tussen de nationale teams van Guinee en Mauritius. De landen hebben tot op heden een keer tegen elkaar gespeeld. Dat was een groepswedstrijd tijdens de Afrika Cup 1974 op 5 maart 1974 in Damanhur (Egypte).

## Wedstrijden
| № | Plaats   | Datum        | Competitie      | Wedstrijd          | Uitslag |
| - | -------- | ------------ | --------------- | ------------------ | ------- |
| 1 | Damanhur | 5 maart 1974 | Afrika Cup 1974 | Guinee − Mauritius | 2 − 1   |

## Samenvatting
| Competitie | Totaal gespeeld | Winst Guinee | Gelijk | Winst Mauritius | Doelsaldo Guinee – Mauritius |
| ---------- | --------------- | ------------ | ------ | --------------- | ---------------------------- |
| Afrika Cup | 1               | 1            | 0      | 0               | 2 − 1                        |
| Totaal     | 1               | 1            | 0      | 0               | 2 − 1                        |

FGF · A-internationals · Guinees vrouwenelftal
1960-1969 ·
1970-1979 ·
1980-1989 ·
1990-1999 ·
2000-2009 ·
2010-2019 ·
2020-2029
AC 1970 ·
AC 1974 ·
AC 1976 ·
AC 1980 ·
AC 1994 ·
AC 1998 ·
AC 2004 ·
AC 2006 ·
AC 2008 ·
AC 2012
1962 ·
1963 ·
1964 ·
1965 ·
1966 ·
1967 ·
1968 ·
1969 ·
1970 ·
1971 ·
1972 ·
1973 ·
1974 ·
1975 ·
1976 ·
1977 ·
1978 ·
1979 ·
1980 ·
1981 ·
1982 ·
1983 ·
1984 ·
1985 ·
1986 ·
1987 ·
1988 ·
1989 ·
1990 ·
1991 ·
1992 ·
1993 ·
1994 ·
1995 ·
1996 ·
1997 ·
1998 ·
1999 ·
2000 ·
2001 ·
2002 ·
2003 ·
2004 ·
2005 ·
2006 ·
2007 ·
2008 ·
2009 ·
2010 ·
2011 ·
2012 ·
2013 ·
2014 ·
2015 ·
2016 ·
2017 ·
2018 ·
2019 ·
2020 ·
2021 ·
2022 ·
2023 ·
2024
Algerije ·
Angola ·
Benin ·
Bermuda ·
Botswana ·
Brazilië ·
Burkina Faso ·
Burundi ·
Cambodja ·
Centraal-Afrikaanse Republiek ·
Chili ·
China ·
Comoren ·
Congo-Brazzaville ·
Congo-Kinshasa ·
DDR ·
Egypte ·
Equatoriaal-Guinea ·
Ethiopië ·
Gabon ·
Gambia ·
Ghana ·
Guinee-Bissau ·
Indonesië ·
Irak ·
Iran ·
Ivoorkust ·
Kaapverdië ·
Kameroen ·
Kenia ·
Kosovo ·
Lesotho ·
Liberia ·
Libië ·
Madagaskar ·
Malawi ·
Mali ·
Marokko ·
Mauritanië ·
Mauritius ·
Mozambique ·
Namibië ·
Niger ·
Nigeria ·
Noord-Korea ·
Oeganda ·
Rwanda ·
Senegal ·
Sierra Leone ·
Soedan ·
Somalië ·
Swaziland ·
Tanzania ·
Togo ·
Tsjaad ·
Tunesië ·
Turkije ·
Vanuatu ·
Venezuela ·
Vietnam ·
Zaïre ·
Zambia ·
Zimbabwe ·
Zuid-Afrika ·
Zuid-Jemen
MFA · Mauritiaans vrouwenelftal
1947 – 1959 · 
1960 – 1969 · 
1970 – 1979 · 
1980 – 1989 · 
1990 – 1999 · 
2000 – 2009 · 
2010 – 2019 ·
2020 – 2029
Angola ·
Botswana ·
Burundi ·
Comoren ·
Congo-Brazzaville ·
Congo-Kinshasa ·
Djibouti ·
Egypte ·
Equatoriaal-Guinea ·
Ethiopië ·
Fiji ·
Gabon ·
Ghana ·
Guinee ·
Hongkong ·
India ·
Indonesië ·
Ivoorkust ·
Kaapverdië ·
Kameroen ·
Kenia ·
Lesotho ·
Liberia ·
Libië ·
Macau ·
Madagaskar ·
Malawi ·
Malediven ·
Mauritanië ·
Mongolië ·
Mozambique ·
Namibië ·
Nepal ·
Nieuw-Caledonië ·
Oeganda ·
Pakistan ·
Qatar ·
Rwanda ·
Saint Kitts en Nevis ·
Sao Tomé en Principe ·
Senegal ·
Seychellen ·
Singapore ·
Soedan ·
Swaziland ·
Syrië ·
Tanzania ·
Togo ·
Tsjaad ·
Tunesië ·
Zambia ·
Zimbabwe ·
Zuid-Afrika